# 低音單簧管

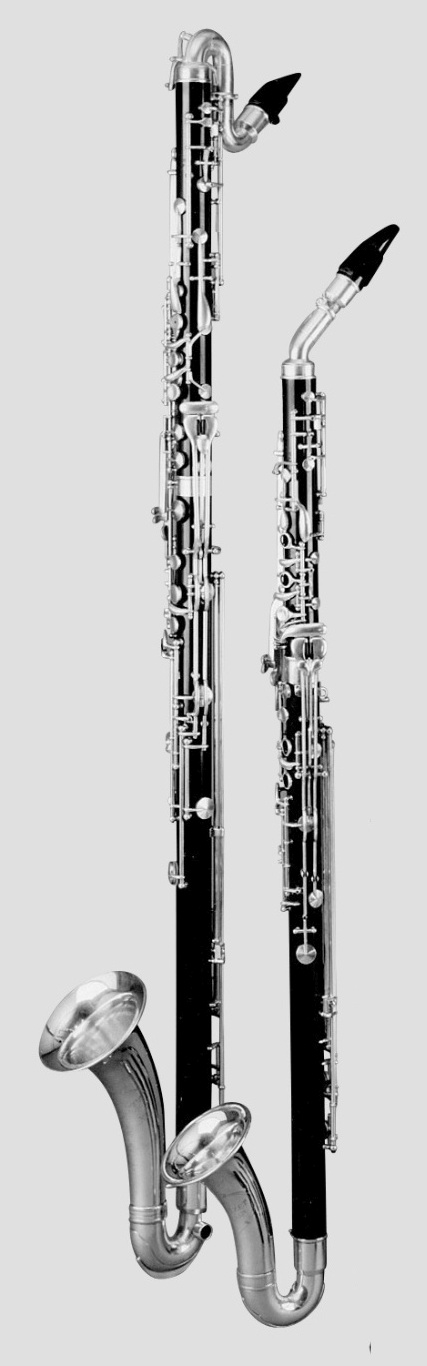
低音單簧管和巴塞管，均低至C

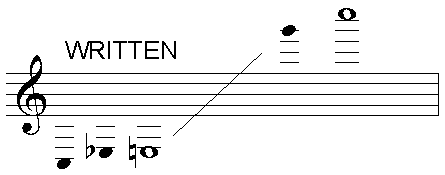
低音單簧管的記譜音域

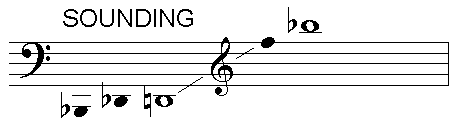
低音單簧管的實際音域

低音豎笛是豎笛家族樂器中的一員，除了外形較大，結構、指法和演奏技巧和豎笛大致相同。音色低沉，弱奏時展現柔美特性，强奏時具有魄力。最初出現於交響樂團時，通常由1名單簧管手兼任，但現時更多機會是由1名樂手獨立於其他單簧管之外。
作為變種樂器，低音單簧管的普及程度和短笛近乎相同。它不但已成為現代交響樂團的常規樂器，稍有規模的業餘樂團、一般學校樂團等都能夠添置最少一支。在管樂團、軍樂團以至爵士樂是不可或缺的部份。

## 外形、指法和構造
現代低音單簧管大都以非洲黑木所製成，一些入門型號亦有用塑料樹脂作為材料。它的管身粗而直，上下的直徑相同。由於體積較大，為方便樂手吹奏，吹管部份扭成如問號（?）的形狀。而喇叭口亦改成如薩克管般的向外兜出（據聞薩克管的發明者薩克就是因為看見低音單簧管的喇叭口設計，後來將此套用在薩克管上）。另外，低音單簧管手和巴松管手一樣，會配帶肩帶並將樂器固定在金屬扣上。
低音單簧管採用貝姆指法，按鍵位置和單簧管基本上是相同。現代的低音單簧管添加了按鍵，可以吹出相等於巴松管的最低的B♭1音。這不但令低音單簧管的音域得以擴闊，亦令它可以有更大的發揮空間和機會。

## 記譜法、音域
低音單簧管是移調樂器，19世紀時沿用單簧管的記譜法，使用高音譜號，但實際音高比記譜低1個大九度。 使用高音譜號是因為低音單簧管是由單簧管手兼任，使用相同的譜號可大大減少讀譜上的不便，亦使樂手換轉樂器時更容易。到了20世紀，作曲家如浦羅哥菲夫、拉赫曼尼諾夫等改以低音譜號標記，令到實際音高比記譜低1個大二度，到高音域時才轉回用高音譜號（但同時亦存在相距九度或二度之分）。分譜則仍原用高音譜號。
低音單簧管有超過3個八度的音域，現代改良版可奏接近4個八度。

## 應用
自19世紀初發明了低音單簧管而來，它的地位變得越來越普遍。十九世紀中後期到二十世紀，相關的曲目更越來越多，甚至出現在室樂和獨奏曲目。現在，它的應用更加推展至爵士樂、電影配樂和單簧管合奏團。
最早於管絃樂中使用低音單簧管的，是梅卡丹堤於1834年完成的《安提俄克的艾瑪》(Emma d'Antiochia)當中的第2幕，當中他指定了一樣名為“glicibarifono”的樂器，就是低音單簧管。後來，梅耶貝爾(Giacomo Meyerbeer)於1836年首演的歌劇《胡格諾教徒》(Les Huguenots)第5幕中亦安排了一段低音單簧管的獨奏。
其他較著名運用低音單簧管的管絃樂作品包括有:
- 白遼士：《葬禮及凱旋大交響曲》、《謝恩讚美頌》、歌劇《特洛伊人》
- 拉威爾：舞劇《達夫尼與克羅伊》、管絃樂《圓舞曲》、為穆索斯基《展覽會圖畫》的配器
- 華格納：歌劇《唐懷瑟》、《崔斯坦與依索德》、《指環》、《帕西法爾》
- 李斯特：交響詩《山上能所看見的》、《塔索》、《但丁交響曲》
- 威爾第：歌劇《阿依達》、《命運的力量》、《唐·卡洛》、《法斯塔夫》
- 普契尼：除了第一齣歌劇《薇麗(又稱:群魔亂舞)》(La Villi)外，所有歌劇，包括《托斯卡》、《波希米亞人》、《蝴蝶夫人》等都有用上
- 馬勒：所有交響曲
- 理察·史特勞斯：除《唐璜》(Don Juan)外的所有交響詩
- 勛伯格：《古雷之歌》
- 浦羅哥菲夫：第2-7號交響曲、芭蕾舞劇《羅密歐與茱麗葉》
- 蕭士塔高維契：第4號交響曲、第7號交響曲、第8號交響曲、第10號交響曲、第11號交響曲、第12號交響曲、第13號交響曲
- 拉赫曼尼諾夫：第2號交響曲、第3號交響曲、《交響舞曲》、《死之島》
- 史特拉汶斯基：《春之祭》、《彼德羅斯卡》、《火鳥》